# (46540) 1983 LD
(46540) 1983 LD es un asteroide que forma parte del cinturón interior de asteroides, descubierto el 13 de junio de 1983 por Eleanor F. Helin y R. Scott Dunbar desde el Observatorio del Monte Palomar, Estados Unidos.

## Designación y nombre
Designado provisionalmente como 1983 LD.

## Características orbitales
1983 LD está situado a una distancia media del Sol de 1,914 ua, pudiendo alejarse hasta 1,989 ua y acercarse hasta 1,838 ua. Su excentricidad es 0,039 y la inclinación orbital 18,989 grados. Emplea 967,11 días en completar una órbita alrededor del Sol.
Pertenece a la familia de asteroides de (434) Hungaria.

## Características físicas
La magnitud absoluta de 1983 LD es 15,68.  